# Quercus bicolor
Chêne bicolore
Espèce
Classification phylogénétique

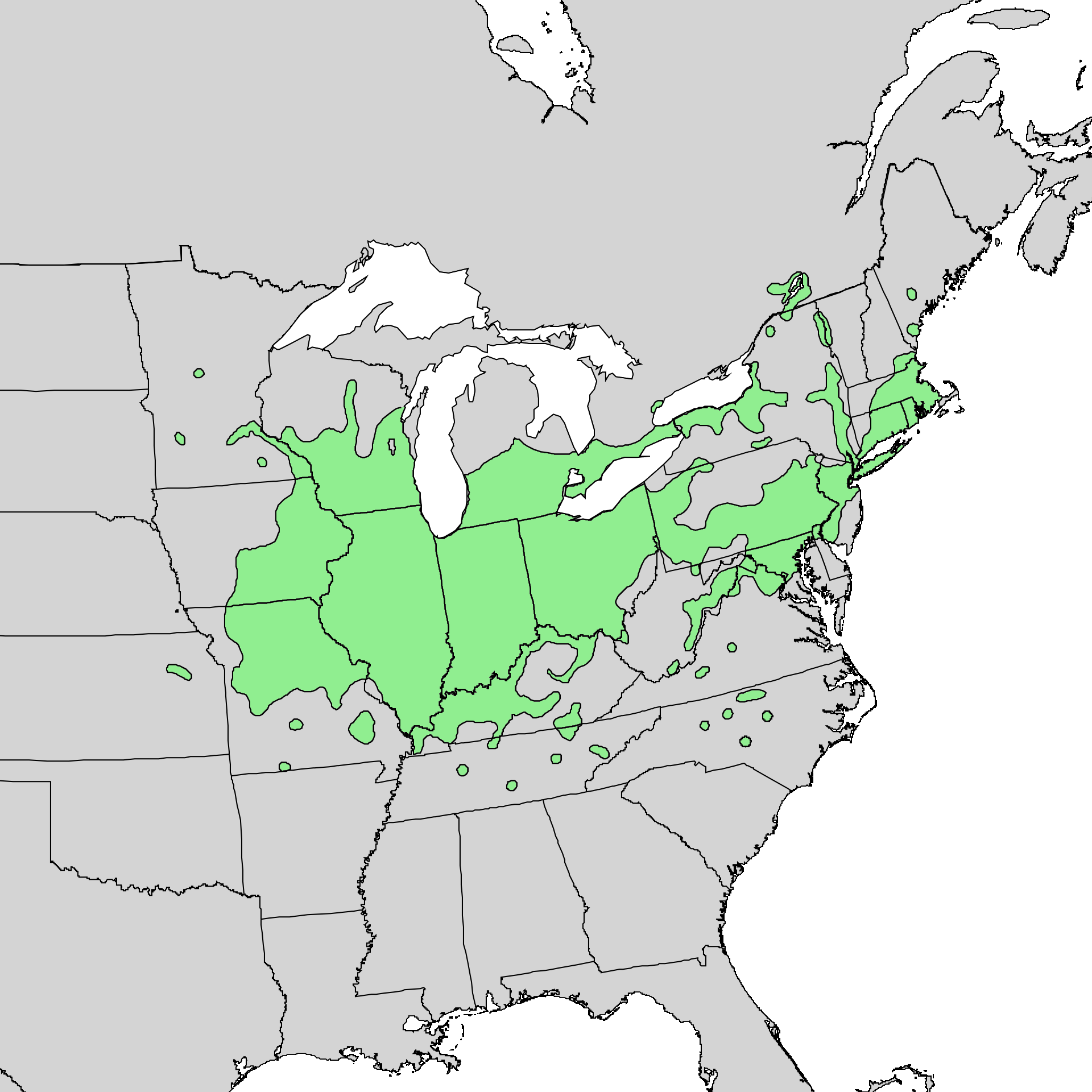
Distribution naturelle.

Quercus bicolor, le chêne bicolore, est une espèce de chêne d'Amérique du Nord (famille des Fagaceae).

## Répartition
Le chêne bicolore est originaire d'Amérique du Nord.

## Utilisation
On l'utilise comme arbre ornemental ou pour son bois.

## Habitats
Il pousse dans les terres humides.

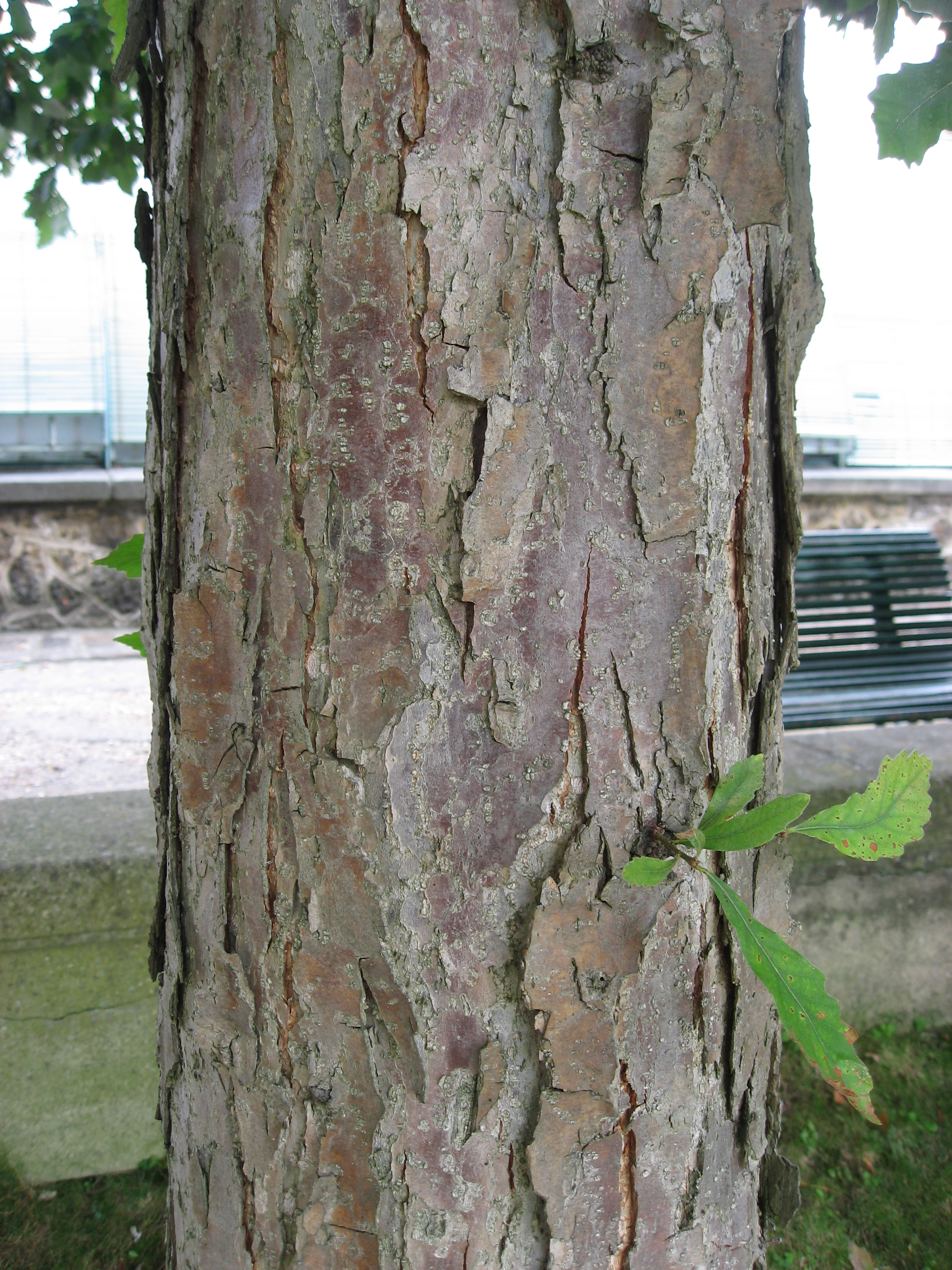
Tronc.
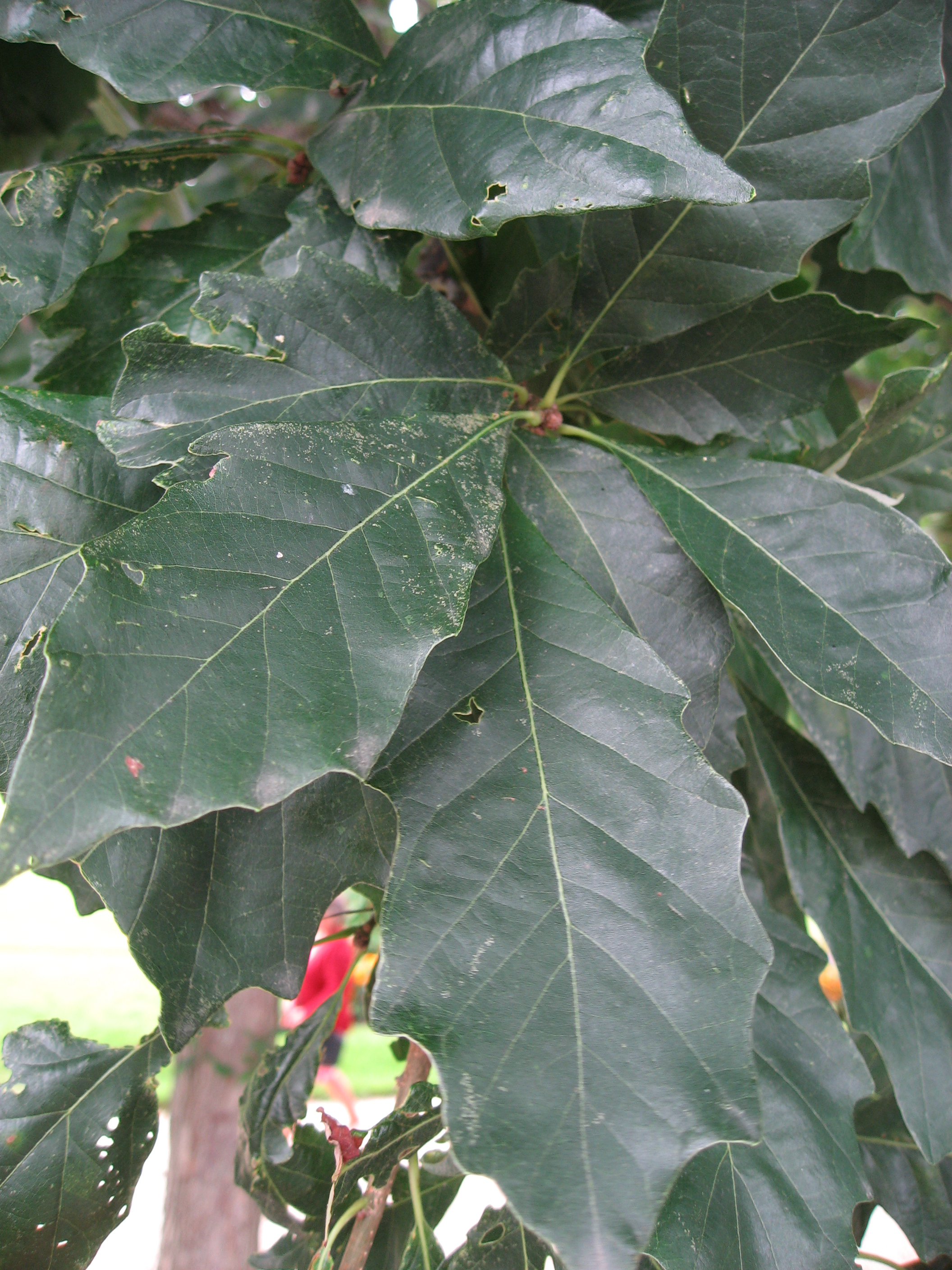
Feuilles.
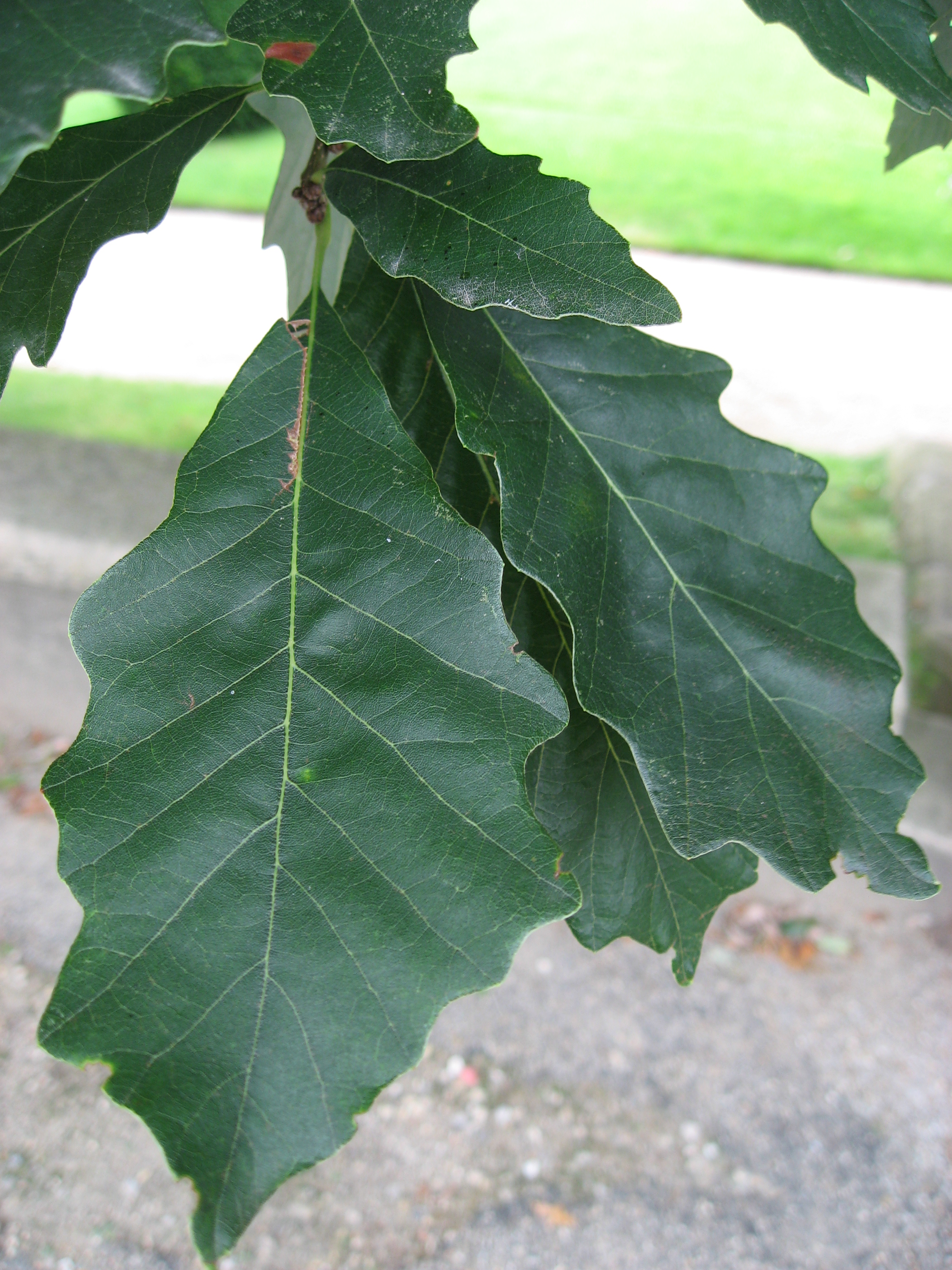
Feuilles.
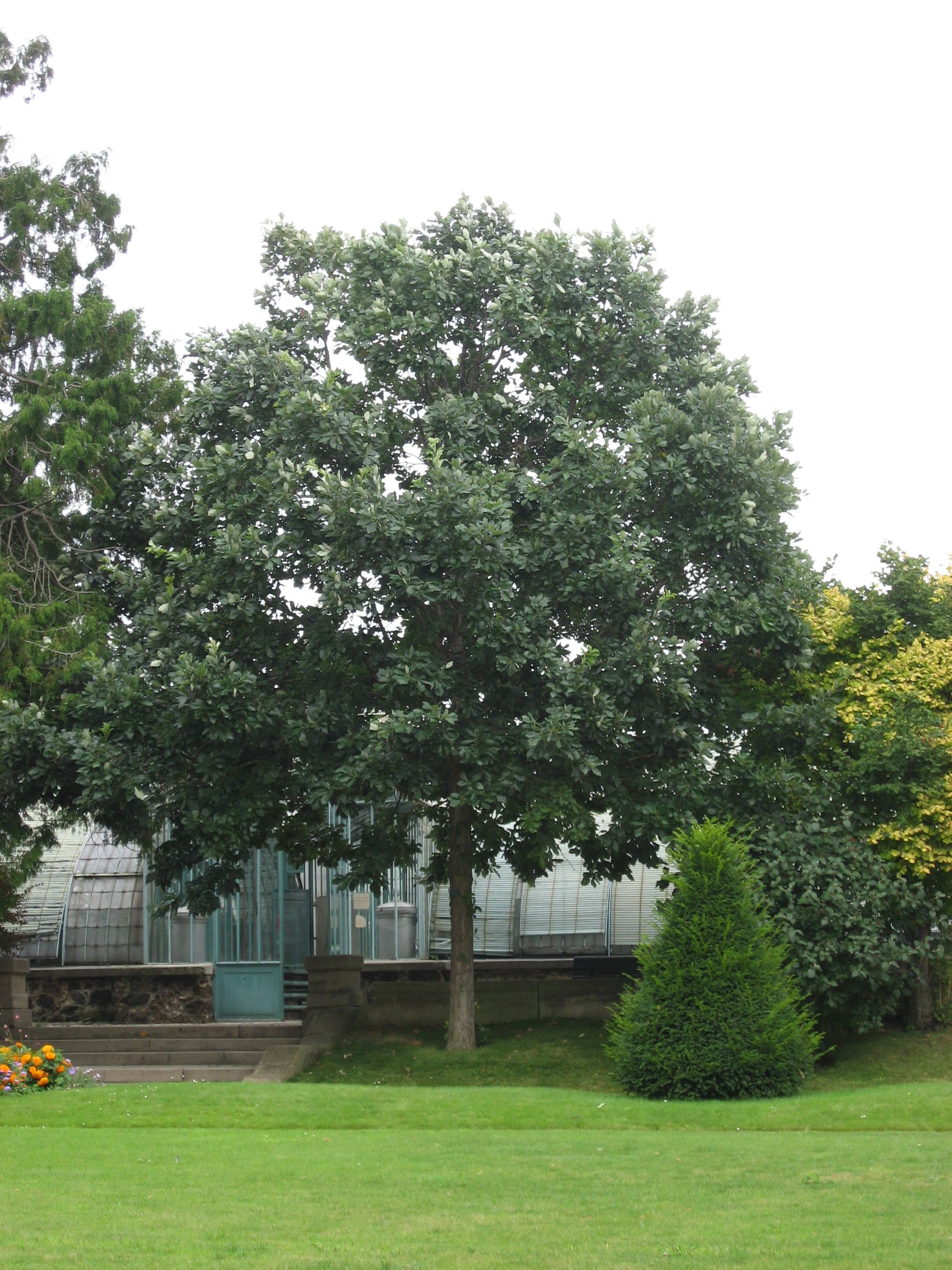
Port isolé.
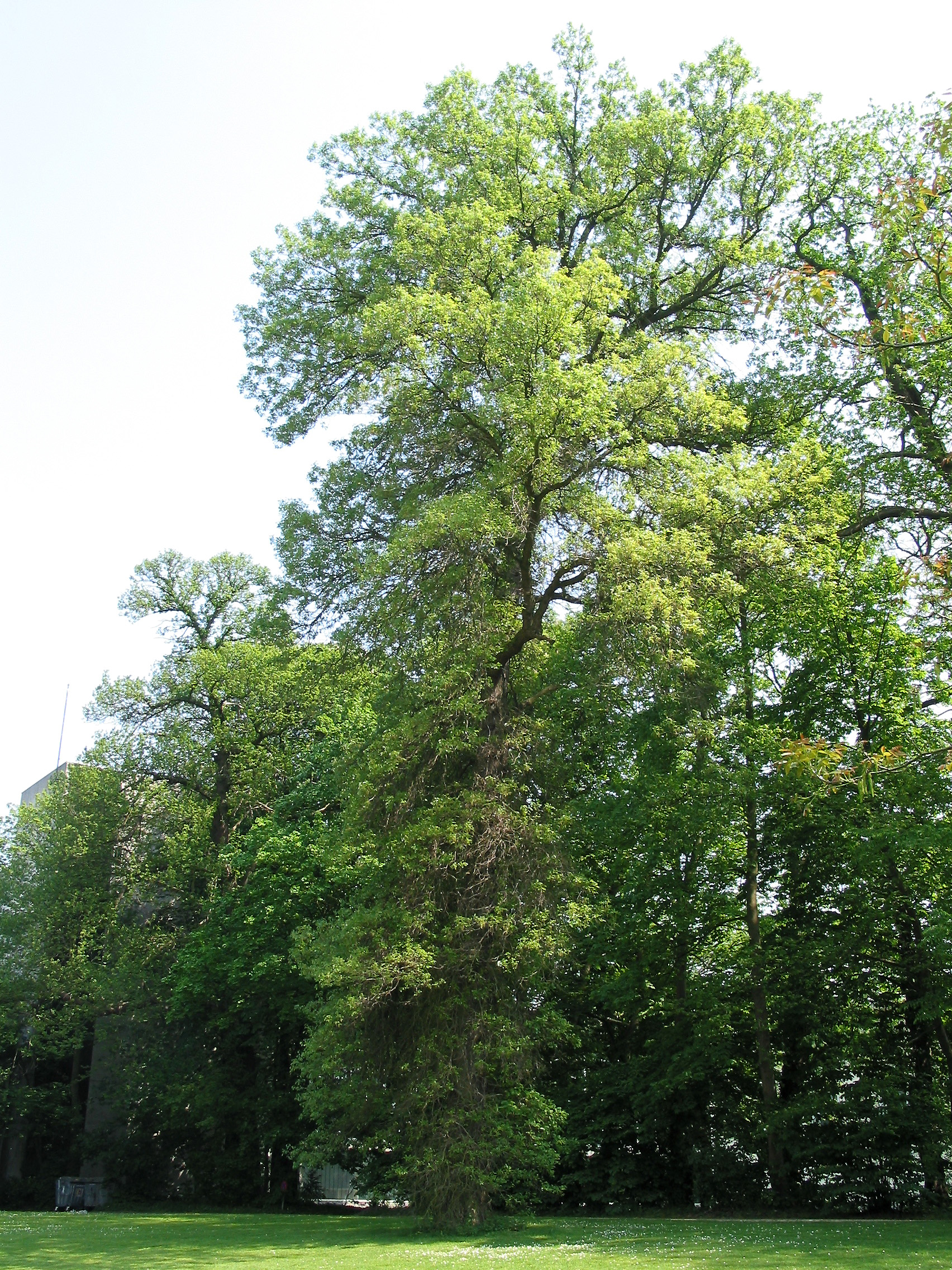
Chêne bicolore adulte du Jardin botanique national de Belgique.